# Plasmaexperiment WEGA

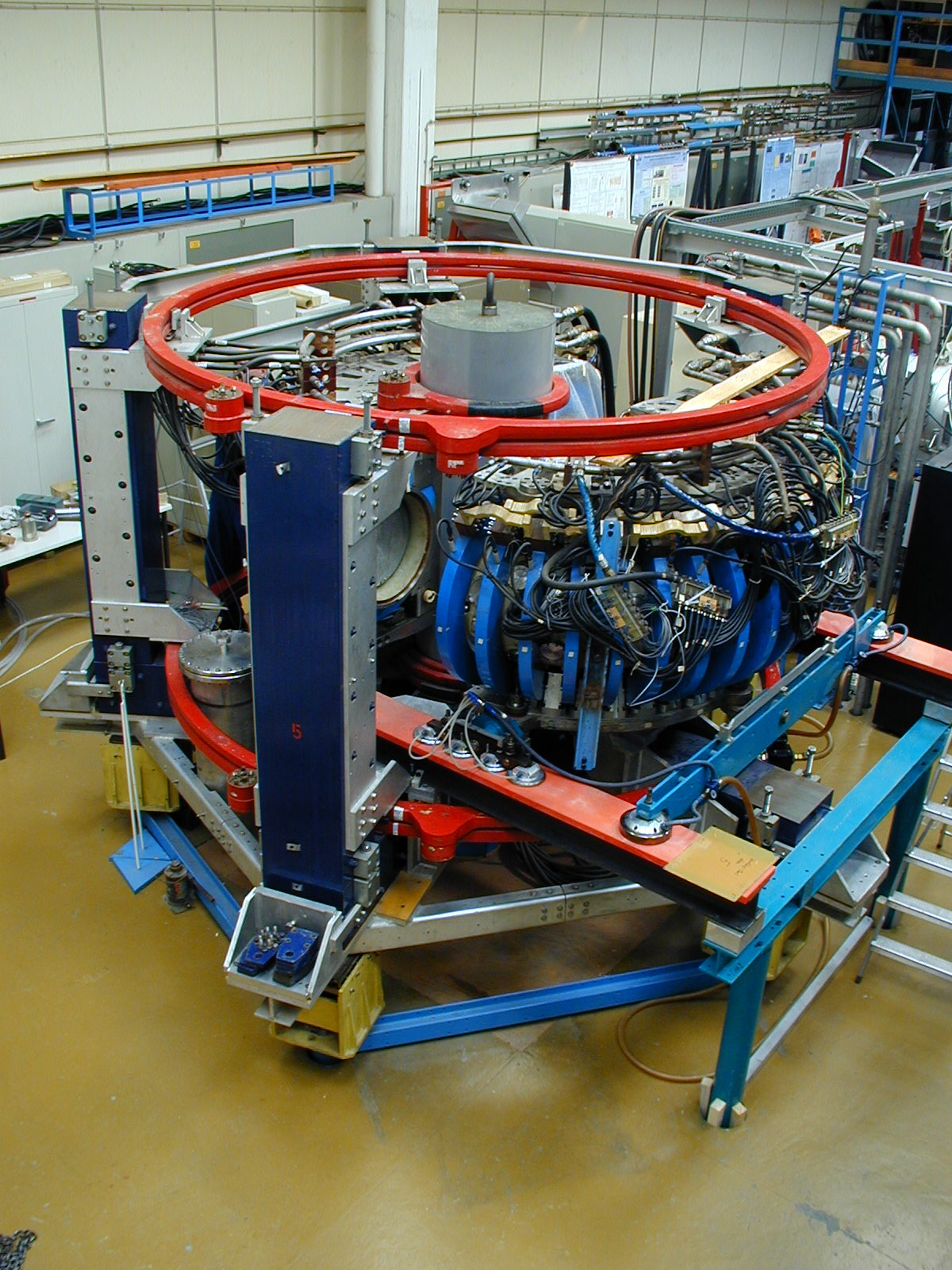
WEGA im März 2000 in Stuttgart

WEGA (Wendelstein Experiment in Greifswald für die Ausbildung) war ein Experiment zum magnetischen Einschluss von Plasmen nach dem Stellarator-Prinzip, das von 2001 bis 2013 am Max-Planck-Institut für Plasmaphysik in Greifswald zur Ausbildung des wissenschaftlich-technischen Nachwuchses sowie für den Test von Diagnostiken und der Experimentsteuerung für den Stellarator Wendelstein 7-X genutzt wurde. Wissenschaftliche Themenschwerpunkte waren Untersuchungen zur Wellenheizung überdichter Plasmen durch Modenkonversion und zur Turbulenz.
Ursprünglich war WEGA als Hybrid-Experiment konzipiert, das sowohl als Tokamak – mit einem im Plasma fließendem toroidalen Strom – als auch als Stellarator verwendet werden konnte. Zum Betrieb als Stellarator waren helikale Magnetfeldspulen vorhanden, die die notwendige Verdrillung der Magnetfeldlinien erzeugen konnten. Am Centre d’Etudes Nucléaires in Grenoble (1972–1982) wurde WEGA zunächst vor allem als Tokamak zur Untersuchung von Plasma-Heizverfahren verwendet. Anschließend (1982–2000) war das Experiment als Stellarator am Institut für Plasmaforschung der Universität Stuttgart, bis es 2000 vom Max-Planck-Institut für Plasmaphysik in Greifswald übernommen wurde. 2014 wurde die Anlage demontiert und an das Center for Plasma Material Interactions der University of Illinois at Urbana-Champaign weitergegeben, wo sie als „Hybrid Illinois Device for Research and Applications“ (HIDRA) vorwiegend zur Erkundung der Plasma-Wand-Wechselwirkung eingesetzt wird.

## Komponenten und Technische Daten
Das Plasmagefäß von WEGA besteht aus einem Edelstahltorus mit großem Radius 72 cm und kleinem Radius 19 cm. Die große Anzahl von 100 Vakuumzugängen werden für den Plasmabetrieb, Pumpen, Gas-Einlass und Heizung mit Mikrowellen sowie für eine Vielzahl von Diagnostiken verwendet. Das Magnetfeld zum Einschluss des Stellarator-Plasmas wird von vier Typen von Kupferspulen erzeugt, die es erlauben viele magnetische Konfigurationen zu untersuchen. Vierzig Toroidalfeldspulen erzeugen das Hauptfeld, zwei helikal verwundene Spulen erzeugen die für den Plasmaeinschluss in diesem Stellarator nötige helikale Verdrillung. Zwei Paare Poloidalfeldspulen erlauben, das Plasma nach außen oder innen zu verschieben. Außerdem gibt es eine Sonderspule, mit der Asymmetrien des Magnetfeldes erzeugt bzw. kompensiert werden können. Der kleine Radius variiert dabei deutlich mit der gewählten magnetischen Konfiguration; bei seinem maximalen Wert a = 11 cm hat das eingeschlossene Plasma ein Volumen von 0,16 m³. Arbeitsgase in WEGA waren Helium, Argon und Wasserstoff. Bei hinreichend niedrigen Strömen und damit niedrigen Magnetfeldern wurden stationäre Plasmen erzeugt, zeitlich begrenzt durch den Temperaturanstieg der Spulen. Bei etwas höherem Magnetfeld von B = 0,5 Tesla wird ein quasistationärer Betrieb von etwa 15 s erreicht, bevor die Spulen zu warm werden.
Zur Plasmaheizung standen Mikrowellensender mit einer Heizleistung von 26 kW und 10 kW bei Frequenzen 2,45 GHz bzw. 28 GHz zur Verfügung. Damit wurden Elektronentemperaturen von 10 bis 50 eV und Ionentemperaturen von 1 bis 5 eV erreicht. Bei diesen moderaten Temperaturen sind die Plasmen noch nicht voll ionisiert, sondern es gibt auch neutrale Gasatome. Die Dichten der freigesetzten Elektronen betragen 1017 bis 1018 m−3. In sogenannten überdichten Plasmen, wo das Eindringen der Mikrowelle nur durch einen komplexen Konversionsprozess möglich ist, wurden bis 1019 m−3 erreicht. Letzteres ist etwa ein Zehntel dessen, was in einem Tokamak-Fusionsexperiment angestrebt wird.